# Kölner Brett

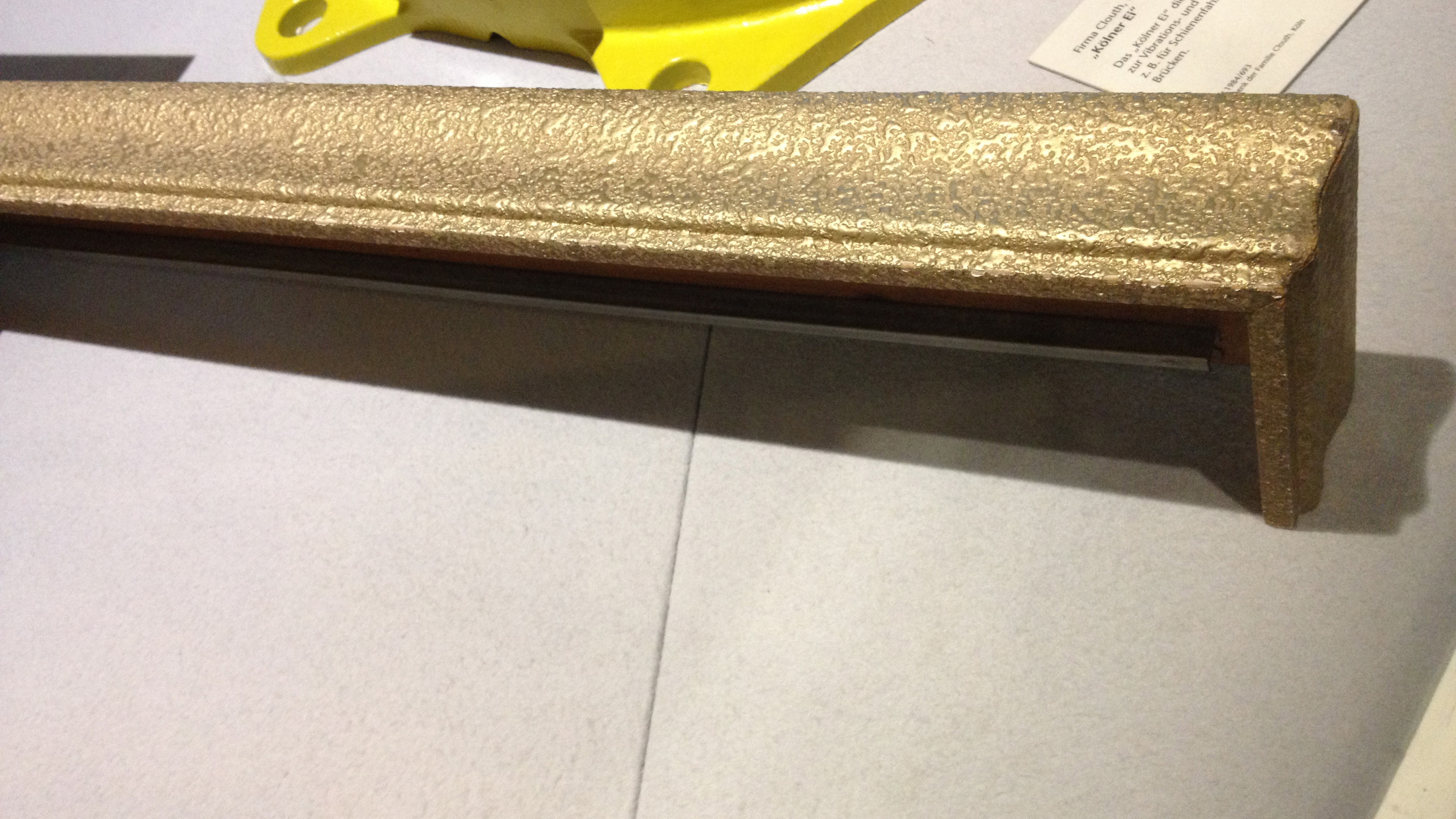
Kölner Brett um 1960, ausgestellt im Kölnischen Stadtmuseum

Als Kölner Brett wird eine Vorrichtung zum verdeckten Aufhängen von Gardinen bezeichnet. Hierbei ist eine Gardinenschiene oder -leiste unter einem waagrecht liegenden, etwa 15 Zentimeter breiten Trägerbrett montiert, das vorn mit einem senkrechten, etwa 5 Zentimeter breiten Brett verblendet ist. Diese Verblendung, die auch an den Seiten des Tragebretts vorhanden ist, wurde meist profiliert, vergoldet oder farbig gestaltet; auch Exemplare, die mit Tapete beklebt wurden, sind bekannt. Eine vergleichbare Verblendung sind Lambrequins.
Die gesamte Konstruktion wird mittels Metallwinkeln oder Einschlagankern oberhalb der Fensteröffnung an der Wand montiert, alternativ unmittelbar unter der Zimmerdecke.
Das Kölner Brett wurde 1932 von dem Unternehmer Hugo Bohn erfunden und findet sich noch in vielen Altbauwohnungen. 

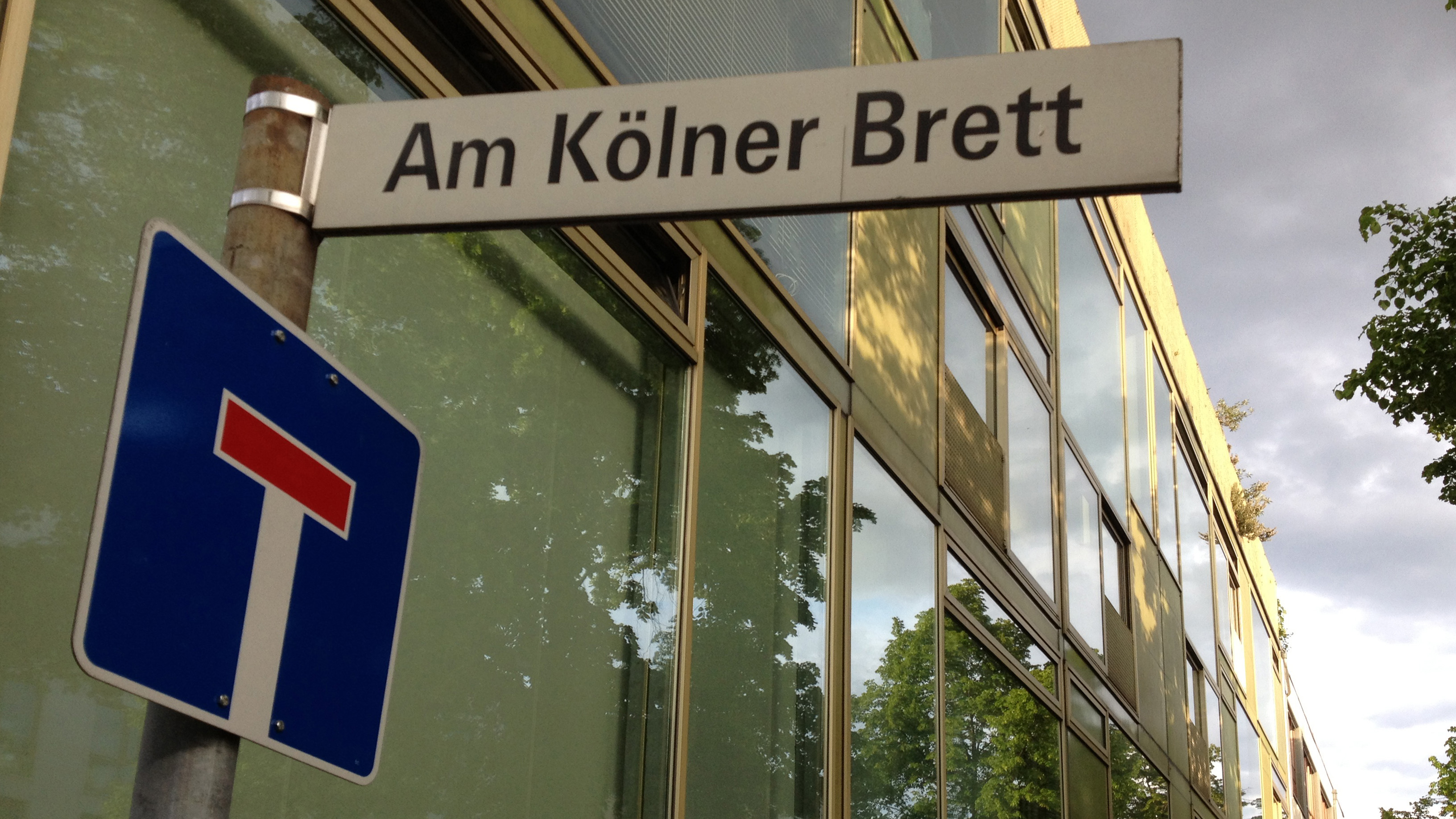
Straßenschild in Köln-Ehrenfeld

An die Bezeichnung erinnert die Straße Am Kölner Brett in Köln-Ehrenfeld, wo sich früher der Sitz des Entwicklers und Herstellers Messing Müller GmbH befand.